# 변재규
변재규(卞在圭, 1939년 4월 23일, 경상남도 거창군 ~ )은 대한민국의 정치인이며, 제7대 경상남도 울산시 동구청장이었다.

## 학력
- 거창농림고등학교 졸업

## 경력
- 거창군청 문화공보실장
- 거창군청 사회과장
- 거창군청 새마을과장
- 거창군청 산업과장
- 거창군청 재무과장
- 거창군청 내무과장
- 경상남도 울산시 동구 부구청장
- 경상남도 울산시 중구 부구청장
- 경상남도 울산시 노정실장
- 경상남도 울산시 지역경제국장
- 경상남도 울산시 재무국장
- 경상남도 울산광역시 동구청 부구청장
- 1996.07 ~ 1997.07 제7대 경상남도 울산시 동구청장
- 1997.07 ~ 1998.03 울산광역시 동구청장 권한대행

## 수상
- 녹조근정훈장 수훈

## 역대 선거 결과
|  | 35.07% |

|  | 30.33% |